# Anna Negri
Pour les articles homonymes, voir Negri.
Anna Negri, née le 9 décembre 1964 à Venise (Vénétie), est une réalisatrice et scénariste italienne.
Elle est la fille du philosophe marxiste Toni Negri.

## Biographie
Elle naît à Venise de Paola Meo et Toni Negri, le sociologue et philosophe marxiste, fondateur des organisations politiques extraparlementaires Potere operaio et Autonomia Operaia. Menacé d'emprisonnement en Italie, Toni Negri se réfugiera en France entre 1983 et 1997 pour profiter de la doctrine Mitterrand. Anna Negri suit à 18 ans son père à Paris, où elle commence son apprentissage en tant qu'assistante réalisatrice entre autres de Nagisa Ōshima, puis elle se rend aux Pays-Bas, où elle étudie à l'Académie des beaux-arts de Groningue. Sa formation européenne se poursuit à Londres, où elle obtient un diplôme en cinéma au London College of Printing et un master au Royal College of Art. Pendant cette période, elle réalise plusieurs courts métrages et documentaires.
De retour en Italie, elle fait ses débuts de réalisatrice avec le film In principio erano le mutande (it), d'après un roman de Rossana Campo, une comédie présentée à la Berlinale dans la section Forum.
Les années suivantes, elle travaille pour la télévision, réalisant quelques épisodes du feuilleton Un posto al sole et les téléfilms L'altra donna et La doppia vita di Natalia Blum. À propos de La doppia vita di Natalia Blum, qui ouvre la deuxième série de Crimini sur Rai 2, elle déclare : « La série a fait émerger de jeunes réalisateurs et ce serait bien qu'il y ait un rajeunissement de la télévision, une opération comme celle-ci montre que l'on peut oser de nouveaux langages : tout est possible si on le veut ».
En 2008, elle réalise Riprendimi, un faux documentaire distribué par Medusa Film. Riprendimi a été présenté au festival du film de Sundance et nommé pour le prix du jury. En 2009, Feltrinelli publie son livre autobiographique Con un piede impigliato nella storia (litt. « Avec un pied empêtré dans l'histoire »), dans lequel elle raconte l'histoire de sa famille de 1968 à 1983, étroitement liés à la vie politique et judiciaire de ses parents.
En 2018, elle réalise avec Andrea De Sica la série télévisée italienne Baby, distribuée par Netflix. En 2021, elle réalise avec Leonardo D'Agostini la série Netflix Lunapark, écrite par Isabella Aguilar et produite par Fandango.

## Filmographie
- 1994 : All at Sea - court métrage

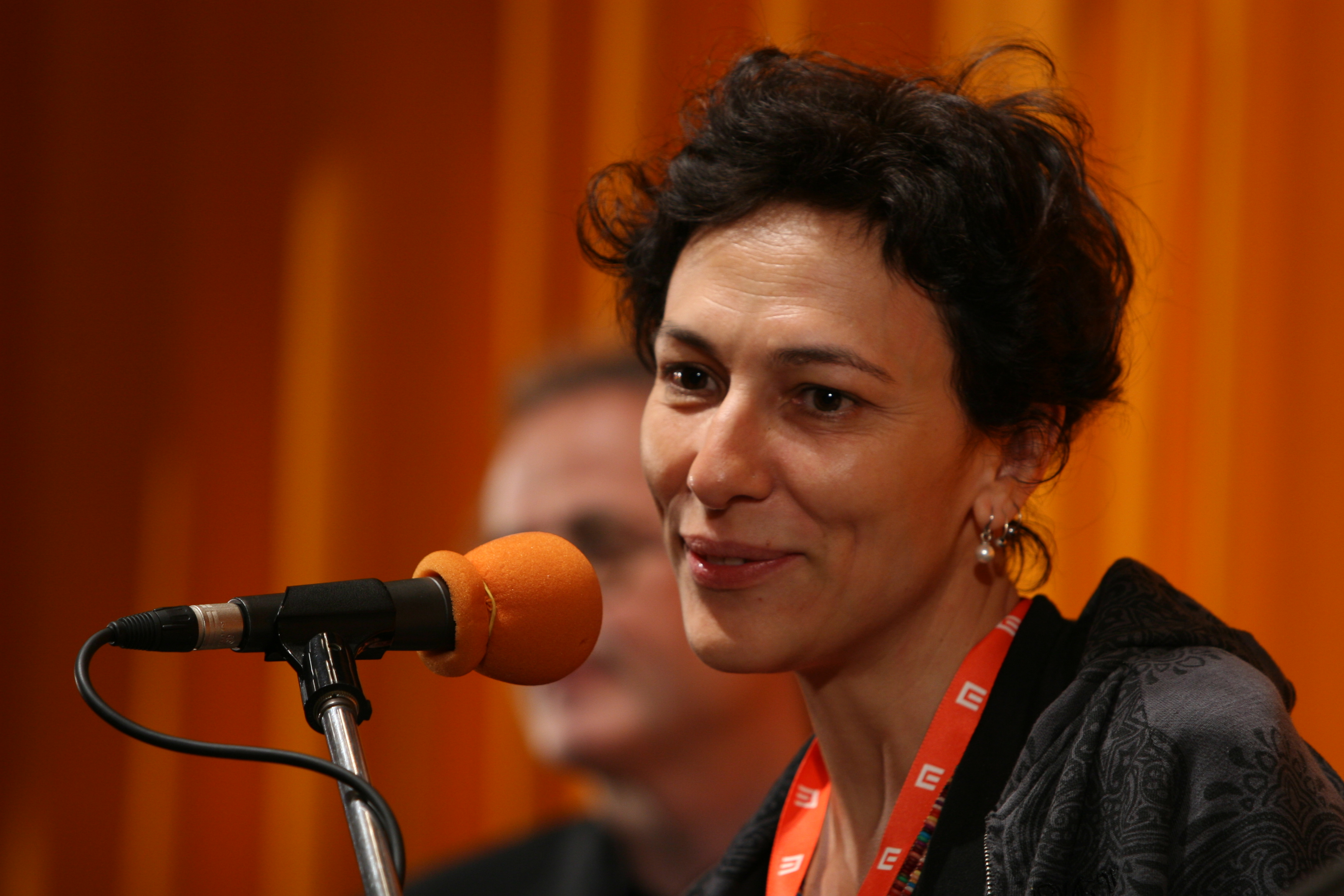
Anna Negri au Festival international du film de Karlovy Vary 2008.

- 1999 : In principio erano le mutande (it)
- 2002 : L'altra donna - téléfilm
- 2007 : C'era una volta a Essaouira
- 2008 : Riprendimi
- 2009 : Crimini - série télé, un épisode
- 2011 : L'amore proibito - téléfilm
- 2012 : A fari spenti nella notte - téléfilm
- 2018 : Baby - série télé, deux épisodes
- 2021 : Lunapark - série télé, trois épisodes